# Піхтла (волость)
Піхтла (ест. Pihtla vald) — волость в Естонії, у складі повіту Сааремаа. 

## Положення
Площа волості — 228,11 км², чисельність населення на 1 січня 2006 року становила 1400 осіб. 
Адміністративний центр волості — село Піхтла. До складу волості входять ще 40 сіл: Ванамиіса (Vanamõisa), Вяіке-Роотсі (Väike-Rootsi), Вялйакюла (Väljaküla), Еісте (Eiste), Енну (Ennu),  Ііласте (Iilaste), Ілпла (Ilpla), Каалі (Kaali), Каілука (Kailuka), Кангрусселйа (Kangrusselja), Кіріту (Kiritu), Куусіку (Kuusiku), Килйала (Kõljala), Кинну (Kõnnu), Лахекюла (Laheküla), Леіна (Leina), Лііва (Liiva), Лііва-Рутла (Liiva-Putla), Маса (Masa), Матсіранна (Matsiranna), Метсакюла (Metsaküla), Мустла (Mustla), Няссума (Nässuma), Піхтла (Pihtla), Пюха (Püha), Рахніку (Rahniku), Раннакюла (Rannaküla), Реекюла (Reeküla), (Рео) Reo, Ряімасте (Räimaste), Сагарісте (Sagariste), Салавере (Salavere), Сандла (Sandla), Сауару (Sauaru), Сауе-Рутла (Saue-Putla), Сепа (Sepa), Суту (Sutu), Сууре-Роотсі (Suure-Rootsi), Тиллусте (Tõlluste), Хаеска (Haeska), Хяммелепа (Hämmelepa).

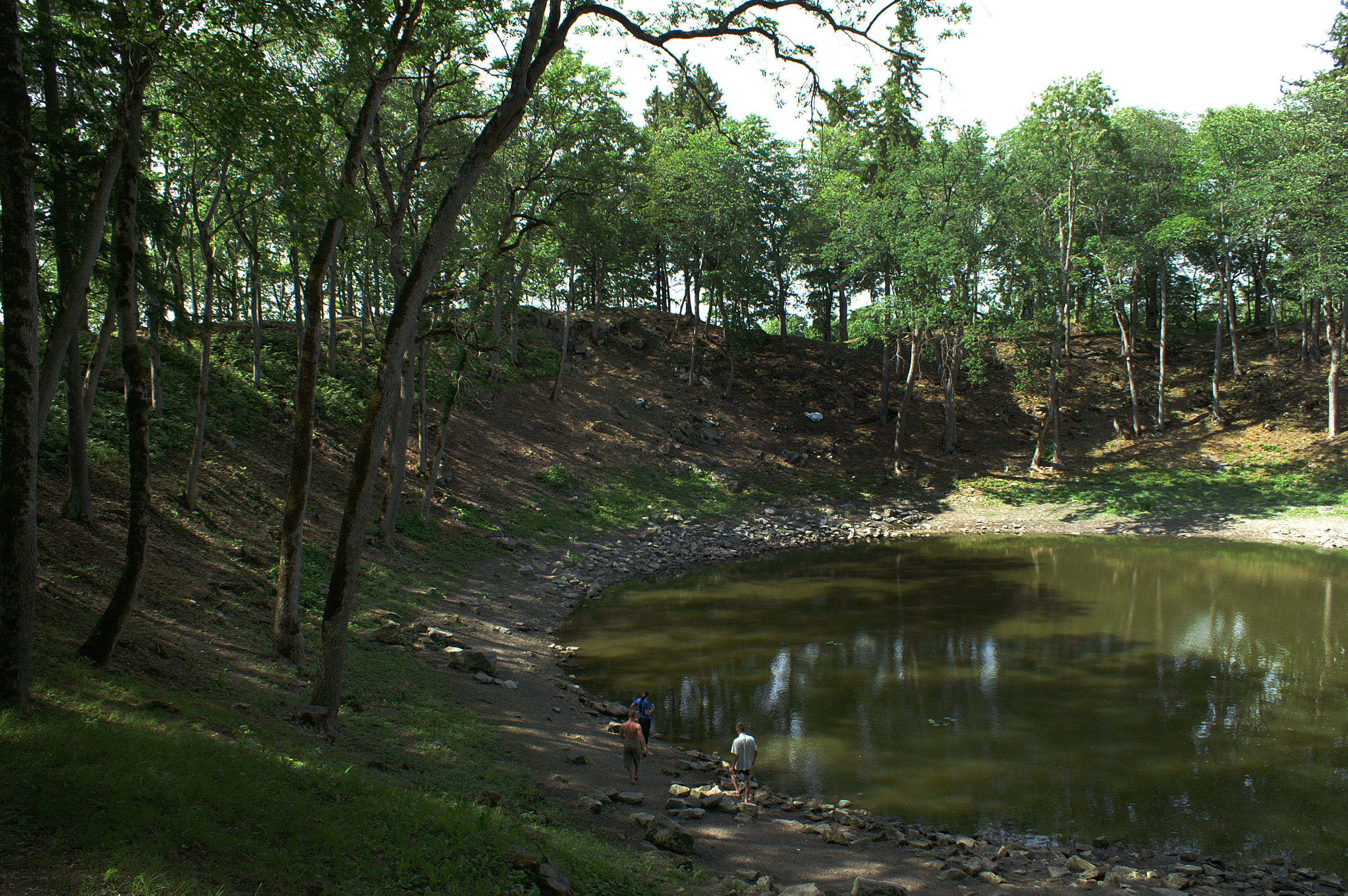
Кратер Каалі
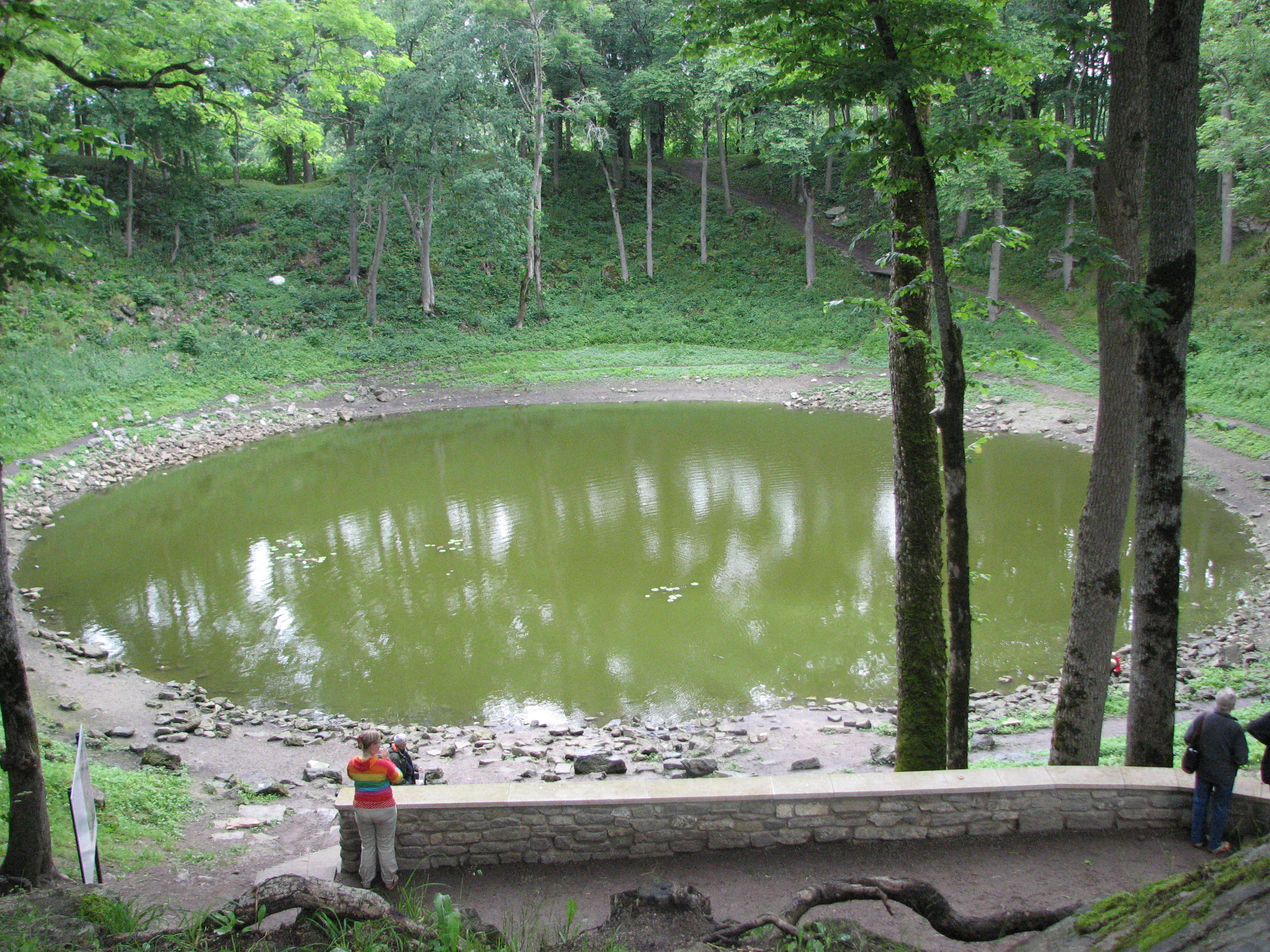
Кратер у 2007 році
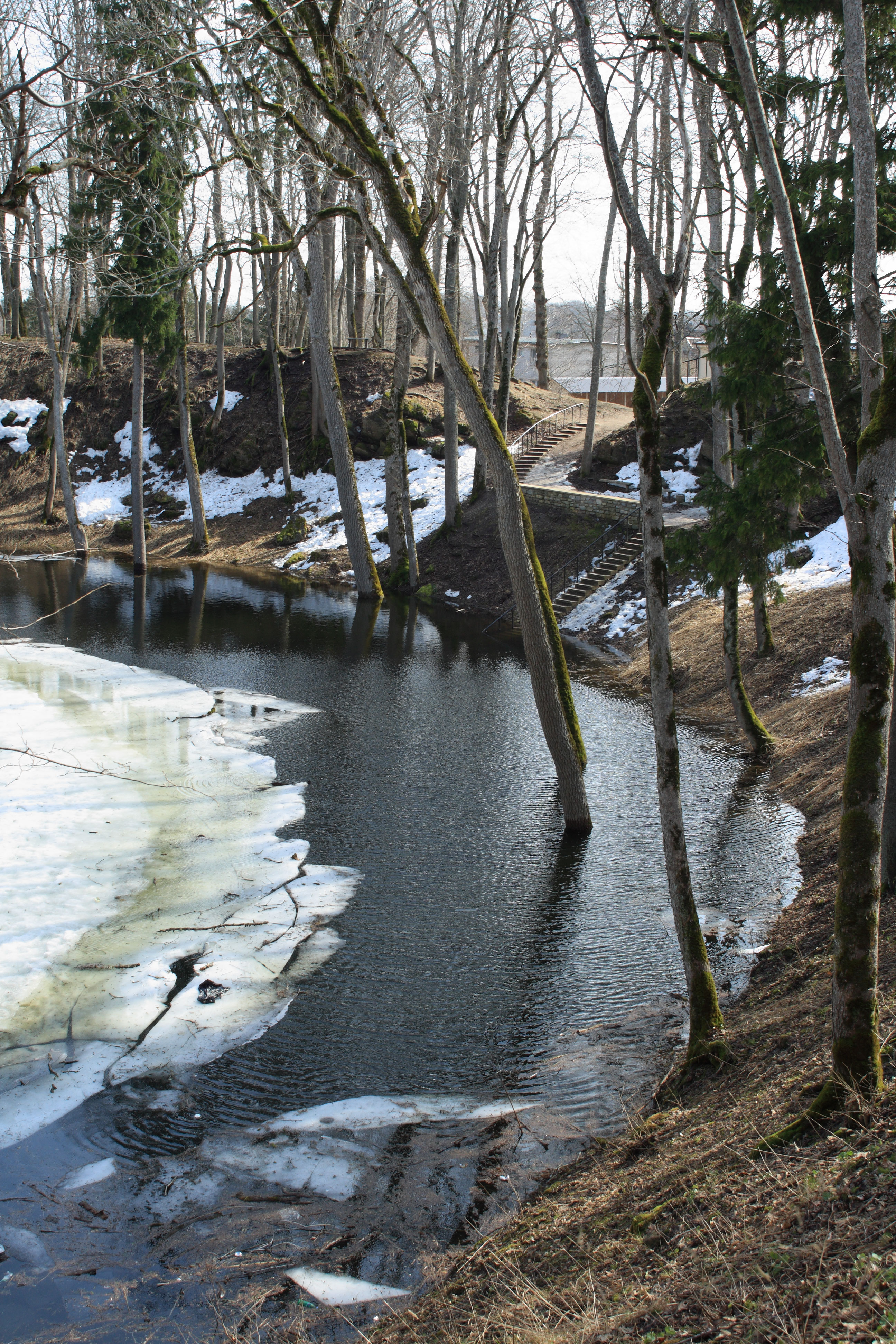
Кратер, повінь 2010 року